# 桑布奇
桑布奇（義大利語：Sambuci），是意大利拉齐奥大区罗马首都广域市的一个市镇。总面积8.23平方公里，人口958人，人口密度116.4人/平方公里（2009年）。ISTAT代码为058094。